# Moyse Charas

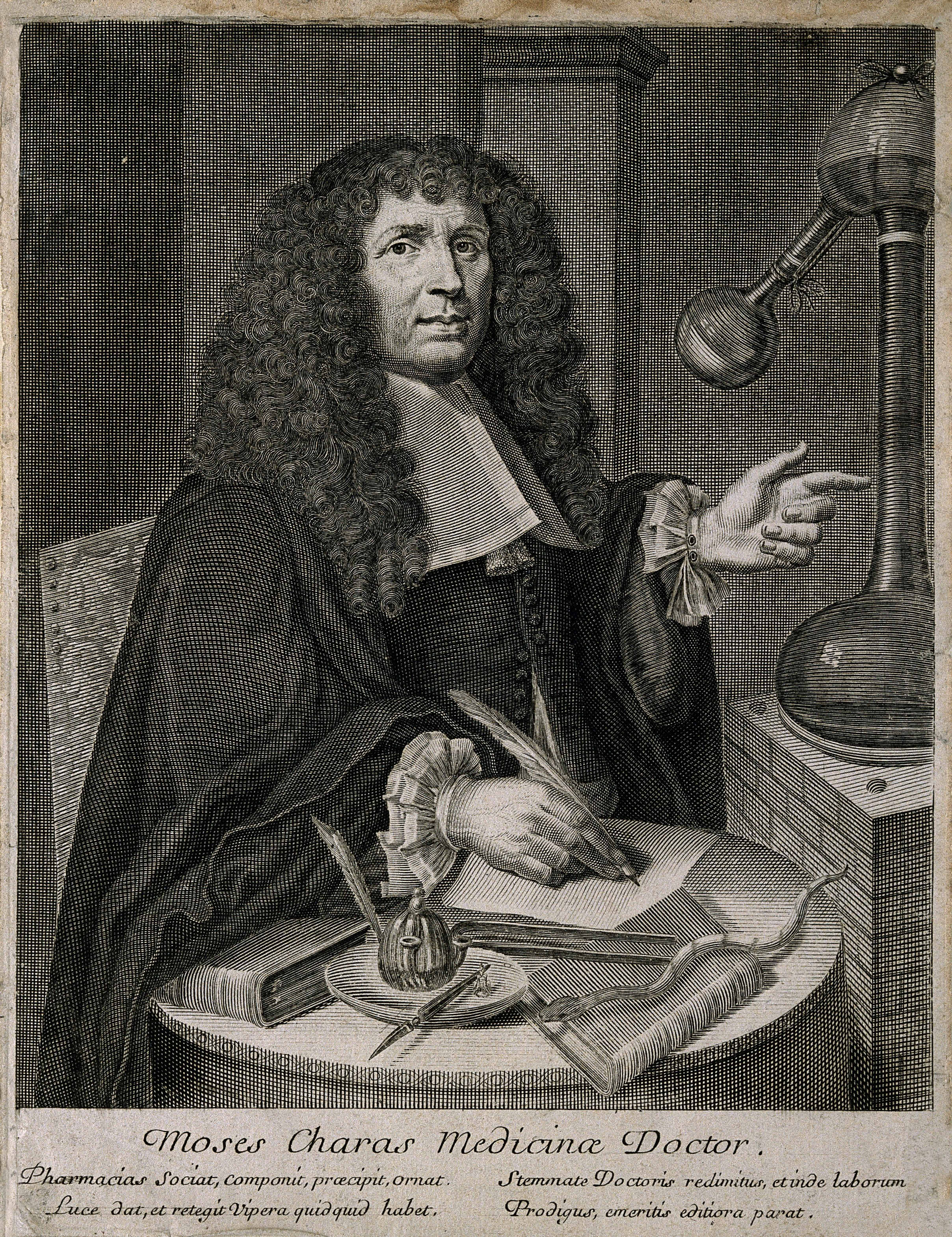
Moyse Charas 1619–1698

Moyse Charas, auch Moïse Charas (* 2. April 1619 in Uzès; † 17. Januar 1698 in Paris) war ein französischer Apotheker und Arzt.

## Leben und Wirken

### Orange – Paris
Moyse Charas Biographie wurde wesentlich durch seine Zugehörigkeit zur Gemeinschaft der französischen Protestanten geprägt. 1598 hatte das Edikt von Nantes den französischen Protestanten religiöse Toleranz und weitreichende Bürgerrechte gewährt. Diese Zugeständnisse wurden 1629 im „Gnadenedikt“ von Alès teilweise und 1685 im Edikt von Fontainebleau vollständig widerrufen.
1619 wurde Charas in Uzès geboren und protestantisch getauft. Wenig später zog seine Familie nach Orange, wo der Vater 1621 zusammen mit seinem Schwager einen Stoffhandel eröffnete. 1636 wurde Moyse Charas für zwei Jahre beim Apotheker Jean Deidier in Orange in die Lehre geschickt. An die Lehre schlossen sich Wanderjahre an, die es ihm ermöglichten, in Marseille, in Montpellier und in Lyon seine Kenntnisse und Erfahrungen zu erweitern. Nach den Wanderjahren stieg er 1641 in das Geschäft seines Lehrmeisters in Orange ein, um sich 1644 dort selbständig zu machen. 1645 erhielt er vom Prinzen von Orange den Titel „Apothekenmeister.“ Von 1650 bis 1654 war er Stadtrat („conseillier du magistrat“) in Orange.
Ende 1659 zog Charas nach Paris, wo er eine Apotheke eröffnete. Er wirkte bis 1681 als Syndikus der königlichen Apotheker und nach 1672 in der Nachfolge von Christophe Glaser als Chemie-Demonstrator im »Jardin royal des plantes médicinales«.
Aber auch weiterhin beeinflusste die politische Entwicklung in Orange das Leben von Charas. 1650 wurde Wilhelm III. von Oranien, der Statthalter von Orange, acht Tage nach dem frühen Tod seines Vaters geboren. Das dadurch entstandene Machtvakuum nutze der französische König, um im Jahre  1660 das Fürstentum zu okkupieren. Es folgten vier Jahre von Verhandlungen mit der französischen Krone, bei denen die Interessen des Fürstentums Orange durch Constantijn Huygens, den Sekretär von Prinz Wilhelm III. sowie durch Friedrich von Dohna, den Gouverneur von Orange vertreten wurden. Sowohl für Huygens als auch für von Droha leistete Charas in den Verhandlungen Kurierdienste, bis 1665 das Fürstentum Orange feierlich wiederhergestellt wurde.

### Theriak
An der Zeremonie der Zubereitung des Theriak hatte Charas während seiner Wanderjahre in Marseille, in Montpellier und in Lyon teilgenommen. In Orange hatte er diese Zeremonie selbst zwei Mal in seiner Apotheke durchgeführt. Anfang des Jahres 1667 erhielt er durch den Generalleutnant der Pariser Polizei De la Reynie die Erlaubnis, diese Zeremonie in seiner Pariser Apotheke vorzunehmen. Dazu wurden die benötigten Zutaten in den Räumen der Apotheke zur Schau gestellt, von Apothekern und Ärzten begutachtet, amtlich abgenommen und schließlich zu 300 Livres Theriak verarbeitet. 
Nach dem Vorbild des Paracelsisten Johann Zwelfer, der die Augsburger Pharmacopoe kritisch bewertet hatte, wagte Charas Kritik an den traditionellen Vorschriften zur Theriakbereitung zu äußern, ohne diese Vorschriften grundsätzlich in Frage zu stellen. 1668 veröffentlichte er seine Änderungsvorschläge und kritisierte dabei insbesondere das Zubereitungsverfahren für die Theriak-Zutat Vipernfleisch. Daraus entwickelte sich eine Kontroverse mit Francesco Redi, in die auch Pierre Bourdelot und Felice Fontana einbezogen wurden.
Charas verfertigte ein Vipern-Salz, das sich als Allheilmittel auch in Holland gut verkaufte, sodass er Schwierigkeiten hatte, genügend Vipern zu besorgen. Er bevorzugte Vipern aus der Region von Lyon und aus der Region von Poitiers. 1676 veröffentlichte er in Paris sein Hauptwerk, das Arzneibuch Pharmacopoe royale galénique et chymique, das bis in die 1750er Jahre zahlreiche Neuauflagen und Erweiterungen erfuhr.

### London – Den Haag
Ende 1679 wurde Charas nach London eingeladen, um fünf Ärzten bei der Behandlung eines Wechsel-Fiebers des Königs zu assistieren. Im Juni 1680 war der König geheilt und die Therapeuten wurden ausbezahlt. Die Ärzte und der Apotheker erhielten ihren Lohn. Die Ärzte jeweils 104 Livres, der Apotheker 54 Livres. Im Juni 1681 wurde Charas in Orange nach einer Prüfung durch die örtlichen Ärzte und nach der erfolgreichen Verteidigung einer These zum Doktor der Medizin ernannt. Im Dezember 1681 erhielt er die Erlaubnis, sich frei in England niederzulassen. Im Mai 1682 leistete er in Amsterdam den Bürgereid, zog aber bald nach Den Haag.

### Spanien
Ende November 1684 schiffte er sich zusammen mit seinem Sohn François in Ostende ein, fuhr nach Cádiz und blieb fünf Jahre lang in Spanien. Zunächst hielt er sich zweieinhalb Jahre lang in Madrid auf, wohnte dort in der Gesandtschaft der niederländischen Generalstaaten und behandelte Personen niederen Ranges. 
Im Mai 1687 erklärte die Inquisition ihn zur Persona non grata und erließ gegen ihn eine auf einen Monat befristete Ausweisungsverfügung, die jedoch nach dem energischen Einspruch des außergewöhnlichen Gesandten der niederländischen Generalstaaten Pieter Battier zurückgezogen wurde. Trotzdem verließ Charas Madrid im August 1687. Mit einem für drei Monate gültigen Pass begab er sich in das galicische A Coruña. Während er hier auf ein Schiff wartete, das ihn nach Holland bringen könnte, arbeitete er als Arzt und hatte so viel Erfolg, dass er sich verleiten ließ, mit behördlicher Erlaubnis in ganz Galicien zu praktizieren und die Rückreise nach Holland aufzuschieben. 
Im September 1688 wurde er in Lugo in einen Hinterhalt gelockt, in einem kirchlichen Gefängnis in Ketten gelegt, von der königlichen Justiz isoliert und schließlich am 15. Oktober 1688 zum Sitz der Inquisition in Santiago de Compostela transportiert. Der Sohn François blieb in Freiheit und wohnte bei einem ehemaligen Patienten seines Vaters. Die Inquisition untersuchte Charas Wohnung und befragte seine Patienten nach Charas Therapiemethoden. In einem zermürbenden Prozess wurden ihm absurde Vorhaltungen gemacht und es wurde unter Androhung der Folter versucht, ihn zu Geständnissen zu drängen. Er entschloss sich, formell zu konvertieren. Nachdem er zum Katholizismus übergetreten war, wurde er am 25. Februar 1689 mit auserlesener Höflichkeit freigesprochen. 
Da er mittellos war, nutzte er seinen guten Ruf als Arzt und praktizierte noch einige Monate in Spanien. Am 14. August 1689 verließ er das Land über A Coruña und erreichte am 31. August 1689 Ostende. Seine Frau  befand sich zu dieser Zeit noch in England, von wo aus sie für seine Freilassung aus der Haft der Inquisition gekämpft hatte. Nach fünf Jahren der Trennung war die Familie im September 1689 in Amsterdam wieder vereint.

### Paris
1685 wurden die französischen Protestanten durch das Edikt von Fontainebleau gezwungen, entweder zu konvertieren oder das Land zu verlassen. Die protestantischen Niederlande boten sich als Exil für diejenigen an, die eine Konversion ablehnten. Es gibt Indizien dafür, dass Charas von den französischen Protestanten in den Niederlanden geschmäht wurde. Das legt der Inhalt eines Briefes nahe, den der Leydener Medizinprofessor Charles Drelincourt im Januar 1685 an den Rotterdamer Philosophen Pierre Bayle schrieb. Sowohl Drelincourt als auch Bayle waren französische Protestanten.
Charas ließ sich erneut in Paris nieder, wo er am 1. Juli 1691 seine Konversion zum Katholizismus bekräftigte. Kurz darauf durfte er dem König seine Huldigung erweisen und er wurde anschließend in die Académie des sciences aufgenommen.

## Werke
- Histoire naturelle des animaux, des plantes, & des minéraux qui entrent dans la composition de la Thériaque d’Andromachus, dispensée et achevée publiquement à Paris, par Moyse Charas, l’un des Apoticaires de Monsieur le Duc d’Orléans Frère unique du Roy. Avec les reformations & les observations de l’auteur, tant sur l’élection, et sur la préparation, que sur le dernier mélange de tous les ingrédients de cette composition. Olivier de Varennes, Paris 1668 (Digitalisat). – Thériaque d’Andromacus, avec une description particulière des plantes, des animaux & des minéraux employées à cette composition, et les reformations & observations nécessaires, tant sur leur élection & préparation, que sur leur dernier mélange. … Nouvelle édition, revue & augmentée.  Laurent d’Houry, Paris 1685 (Digitalisat)
- Nouvelles expériences sur la vipère, ou l’on verra une description exacte de toutes se parties, la source de son venin, ses divers effets, & les remèdes exquis que les artistes peuvent tirer de la Vipère, tant pour la guérison de ses morsures, que pour celles de plusieurs autres maladies. Olivier de Varennes, Paris 1669  (Digitalisat). – Nouvelles expériences sur la Vipère, ou l’on verra une description exacte de toutes se parties, la source de son venin, ses divers effets, & les remèdes exquis que les artistes peuvent tirer du corps de cet animal. Avec une suite des nouvelles expériences sur la vipère, et une dissertation sur son venin, pour servir des réplique à une lettre que Monsieur François Redi Gentil-homme d’Arezzo a écrite à Messieurs Bourdelot &  [[[Alexander Morus|Alexander] Morus]] [1616–1670], imprimée à Florence en l’année 1670. Paris 1672 (Digitalisat) 2. Verbesserte Auflage. Laurent Houry, Paris 1694 (Digitalisat)
  - New experiments upon Vipers. With exquisite remedies, that may be drawn from them, as well for the cure of their bitings, as for that of other maladies. Also a letter of Francesco Redi, concerning some objections made upon his observations about Vipers: written to Monsieur Bourdelot and Mr. Morus. Together with the sequal of new Experiments upon Vipers, in a Reply to a letter written by Sign. Fredi. J. Martyn, London 1673 (Digitalisat)
  - Historia naturalis Theriacae Andromachi oder Beschreibung der Thiere, Pflantzen und Mineralien, welche zu der Composition des Theriacks von Andromacho beschrieben / genommen werden. Benebest den Enderungen und Anmerckungen des Autoris, so wohl die Erwehlung und Zubereitung / als auch die letztere Vermischung aller Ingredientien dieser grossen Composition, betreffend.   Beyer, Frankfurt am Mayn 1679 (Digitalisat).
  - Neu erfahrne Proben von der Viper / dabey zu sehen eine eigendliche Beschreibung aller ihrer Gliedmassen / der Ursprung ihres Giffts / die unterschiedliche Würckungen desselben und die außerlesenste Artzneyen / welche die Kunstverständige auß der Viper / so wohl zur Heilung derselben Bisse / als auch vieler andern Kranckheiten bringen können. Joh. Beyers Erben, Frankfurt am Mayn 1679 (Digitalisat)
- Manuskript (Autograph) mit Rezepten (ca. 1675) . Wellcome Library MS 1519 (Digitalisat)
- Pharmacopoe royale galénique et chymique. Paris 1676 (Digitalisat), 3. Ausgabe 1681 (Digitalisat). – Pharmacopoea Regia Galenica et Chimica, Gallice ab authore conscripta, jam vero Latinate donata. Johann Ludwig Dufour, Genf 1683,  Band I (Digitalisat), Band II (Digitalisat), Bruyset, Lyon 1753 Band I (Digitalisat), Band II (Digitalisat)